# 埃斯科瓦爾
埃斯科瓦爾（西班牙語：Escobar），是巴拉圭的城鎮，位於該國西南部，由巴拉瓜里省負責管轄，距離亞松森78公里，始建於1901年8月30日，面積354平方公里，海拔高度121米，2002年人口8,815，人口密度每平方公里22人。
该市得名于巴拉圭第十任總統帕特里西奧·埃斯科瓦爾。